# Jorge De Olivera
{{Ficha de deportista
| nombre = Jorge De Olivera
| imagen = Jorge De Olivera.jpg
| nombrecompleto = Jorge Alberto De Olivera
| apodo = Dida
| lugar nacimiento = Posadas, Argentina
| fecha nacimiento = 21 de agosto de 1982 (42 años)
| nacionalidad = 
| nac_deportiva = 
| altura = 1,96}  m (Expresión errónea: carácter de puntuación «}» desconocido.′ Expresión errónea: carácter de puntuación «}» desconocido.″)
Jorge Alberto De Olivera (Posadas, Misiones, 21 de agosto de 1982) es un exfutbolista argentino que se desempeñaba en la posición de arquero.

## Biografía
Es hijo del exfutbolista Héctor De Olivera, quien jugó como arquero en Mitre, Huracán y Brown. Es el tercero de seis hermanos, varios de los cuales también se dedicaron al fútbol como jugadores y entrenadores.
Se inició deportivamente en el básquetbol en el Club Mitre de Posadas, bajo las órdenes de Juan Magri; sin embargo, se destacó luego jugando para el Itapúa Tenis Club, lo que lo llevaría a integrar la selección misionera de básquetbol. Jugaba en la posición de pívot.
En paralelo a su carrera como básquetbolista, De Olivera practicó fútbol en la filas del Sindicato de Camioneros, equipo de los ya desaparecidos campeonatos de la Lidai. Posteriormente fue reclutado por Vélez Sarsfield, donde sería instruido como arquero por Julio César Falcioni y Carlos Kisluk. Permaneció allí hasta comienzos de 2000, jugando en las divisiones juveniles del club. Luego emigró a Paraguay, al 12 de Octubre Football Club, a préstamo por un semestre.
Al retornar a su país se incorporó a Nueva Chicago, donde haría su debut como jugador profesional de la mano de Néstor Gorosito. Luego pasó a Colón de Santa Fe, donde fue dirigido por Alfio Basile y peleó la titularidad con Laureano Tombolini. Posteriormente jugaría un semestre en Aldosivi de Mar del Plata, antes de regresar a mediados de 2007 a Nueva Chicago.  
En 2009 tuvo su mejor año, llegando a ser figura de Racing en el equipo dirigido por Ricardo Caruso Lombardi. A tal punto que el club le renovó contrato por tres años y se desempeñó como titular hasta la llegada de Sebastián Saja, lo que lo motivó a dejar el equipo. Tras un paso por Rubio Ñu de Paraguay, volvió a su Misiones natal para jugar en Guaraní Antonio Franco.  
A mediados de 2015 arribó a Chile para ser refuerzo de Cobreloa. Debutó en el club el día 18 de julio del mismo año, en un triunfo de Cobreloa por 3-0 a San Marcos de Arica válido por Copa Chile. Gracias a sus buenas actuaciones fue elegido como capitán del equipo chileno. Un año después se unió al Deportivo Pasto de Colombia.
En el 2017 regresó a la Argentina para incorporarse a Platense, equipo que militaba en la Primera B Metropolitana. El misionero se convirtió rápidamente en titular y aportó para que su equipo se consagrase campeón. De Olivera quedó marcado en la historia del club por ser el arquero con la racha más grande de minutos sin recibir goles (726), una marca que ostentaba desde hacía casi 94 años Hércules Orio, quien había mantenido su portería invicta durante 704 minutos. Asimismo el arquero tuvo un papel crucial para el ascenso de Platense a la Primera División de Argentina en 2021, ya que en la eliminatoria para definir al equipo que clasificaría a la máxima categoría del fútbol profesional argentino atajó penales contra Deportivo Riestra y Estudiantes de Río Cuarto que aseguraron el triunfo de su equipo. Convertido en un jugador emblemático para los aficionados del club, solicitó jugar en el equipo de básquetbol de la institución que compite en la Liga Nacional de Básquet, lo que finalmente no sucedió (de haberlo hecho hubiese sido el primer deportista argentino en jugar en las competiciones más importantes del fútbol y del básquetbol profesional del país).
El 9 de mayo de 2021 convertiría su primer gol en su carrera, al anotar el tercer tanto de Platense frente a Rosario Central mediante un penal, por la fecha 13 de la Copa de la Liga Profesional 2021.
El 22 de febrero de 2022 renovó su contrato con Platense para jugar diez meses más en el club, sin embargo dicho contrato le fue rescindido el 11 de mayo del mismo año. En consecuencia regresó a la Primera B Nacional como ficha de Independiente de Rivadavia, club al que dejó con gran descontento en noviembre de 2022. Días más tarde asumió el rol de nuevo Director Deportivo en Platense, lo que implicó retirarse como jugador profesional de fútbol. el 8 de noviembre de 2023, renunció a su puesto en el conjunto calamar.
El 29 de noviembre de 2023 es anunciado como el nuevo gerente deportivo de Cobreloa.

## Clubes
| Club                               | País      | Año       | PJ  | Anotado |
| ---------------------------------- | --------- | --------- | --- | ------- |
| Nueva Chicago                      | Argentina | 2003-2004 | 27  | 0       |
| Colón                              | Argentina | 2004-2006 | 6   | 0       |
| Aldosivi                           | Argentina | 2007      | 18  | 0       |
| Nueva Chicago                      | Argentina | 2007-2009 | 72  | 0       |
| Racing Club                        | Argentina | 2009-2013 | 68  | 0       |
| Rubio Ñu                           | Paraguay  | 2014      | 19  | 0       |
| Guaraní Antonio Franco             | Argentina | 2014-2015 | 18  | 0       |
| Cobreloa                           | Chile     | 2015-2016 | 32  | 0       |
| Deportivo Pasto                    | Colombia  | 2016-2017 | 13  | 0       |
| Platense                           | Argentina | 2017-2022 | 121 | 1       |
| Independiente Rivadavia de Mendoza | Argentina | 2022      | 19  | 0       |

## Palmarés

### Como jugador

#### Torneos nacionales
| Título    | Club                   | País      | Año  |
| --------- | ---------------------- | --------- | ---- |
| Primera B | Club Atlético Platense | Argentina | 2018 |

#### Otros logros
| Logro                      | Club                   | País      | Año  |
| -------------------------- | ---------------------- | --------- | ---- |
| Ascenso a Primera División | Club Atlético Platense | Argentina | 2020 |